# Mus tenellus
Mus tenellus is een knaagdier uit het geslacht Mus dat voorkomt in Soedan, Zuid-Ethiopië, Zuid-Somalië, Kenia en Midden-Tanzania. Deze soort lijkt sterk op Mus haussa, die mogelijk dezelfde soort is. De soort komt voor in droge savannes. M. tenellus komt algemeen voor en wordt niet bedreigd.